# Белозёрный (Краснодарский край)

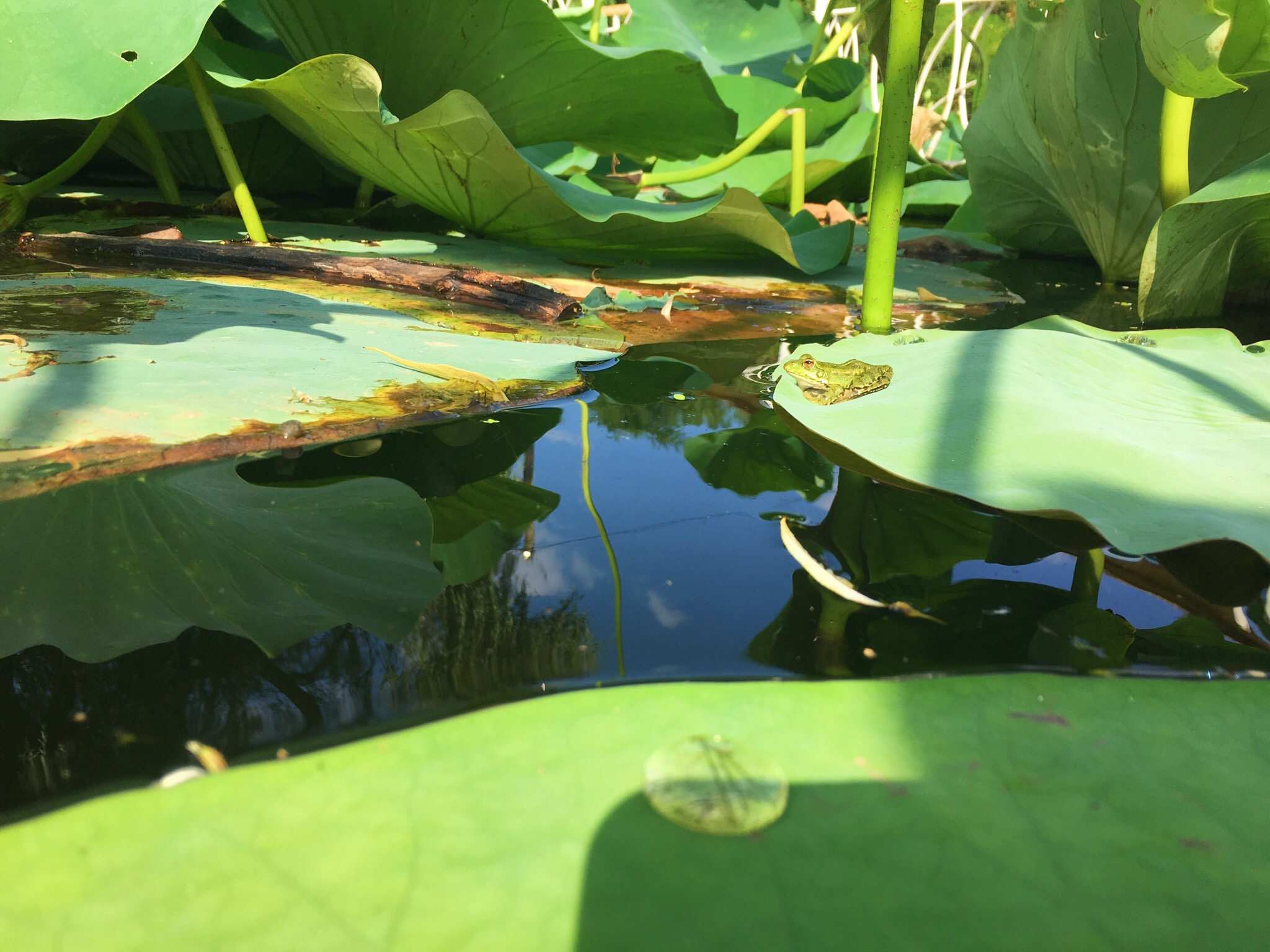
Озеро Лотосов в посёлке Белозёрный

Белозёрный — посёлок в Прикубанском внутригородском округе города Краснодара. Входит в состав Елизаветинского сельского округа.

## География
Посёлок расположен в 10 км к северо-западу от города Краснодар. Сообщение между Краснодаром и посёлком осуществляется пригородными маршрутными такси и автобусами, конечные остановки которых находятся в самом населённом пункте. Недалеко от посёлка протекает река Кубань, а одной из достопримечательностей Белозёрного является озеро лотосов.

## История
С 1938 года посёлок носил название Ипподромный, с 17 мая 1972 года — Белозерный.
Своё название населённый пункт получил благодаря Всероссийскому научно-исследовательскому институту риса, расположенному на территории посёлка. Рис — «белое зерно». Белозерный.

## Население
| 2002 | 2010  | 2021  |
| ---- | ----- | ----- |
| 4260 | ↗4342 | ↗5316 |

## Инфраструктура
Инфраструктура в посёлке развита: работают 2 детсада, школа, открыт дневной стационар (фельдшерско-акушерский пункт), Дом быта, отделение Сбербанка, почта, детский санаторий «Василёк», библиотека имени А. Д. Знаменского, есть небольшая торговая сеть. В Белозёрном действует православный храм, военно-патриотический казачий центр и Дом культуры.
На территории посёлка функционирует Краснодарский научно-исследовательский институт овощного и картофельного хозяйства, который в данный момент является структурным подразделением ВНИИ риса.